# آنری آندریو
آنری آندریو (فرانسوی: Henri Andrieux‎; ۲۳ سپتامبر ۱۹۳۱ – ۲ ژانویهٔ ۲۰۰۸) دوچرخه‌سوار اهل فرانسه بود.